# Cinclidotus riparius
Cinclidotus riparius är en bladmossart som beskrevs av George Arnott Walker Arnott 1827. Cinclidotus riparius ingår i släktet Cinclidotus och familjen Cinclidotaceae. Inga underarter finns listade i Catalogue of Life.

## Bildgalleri

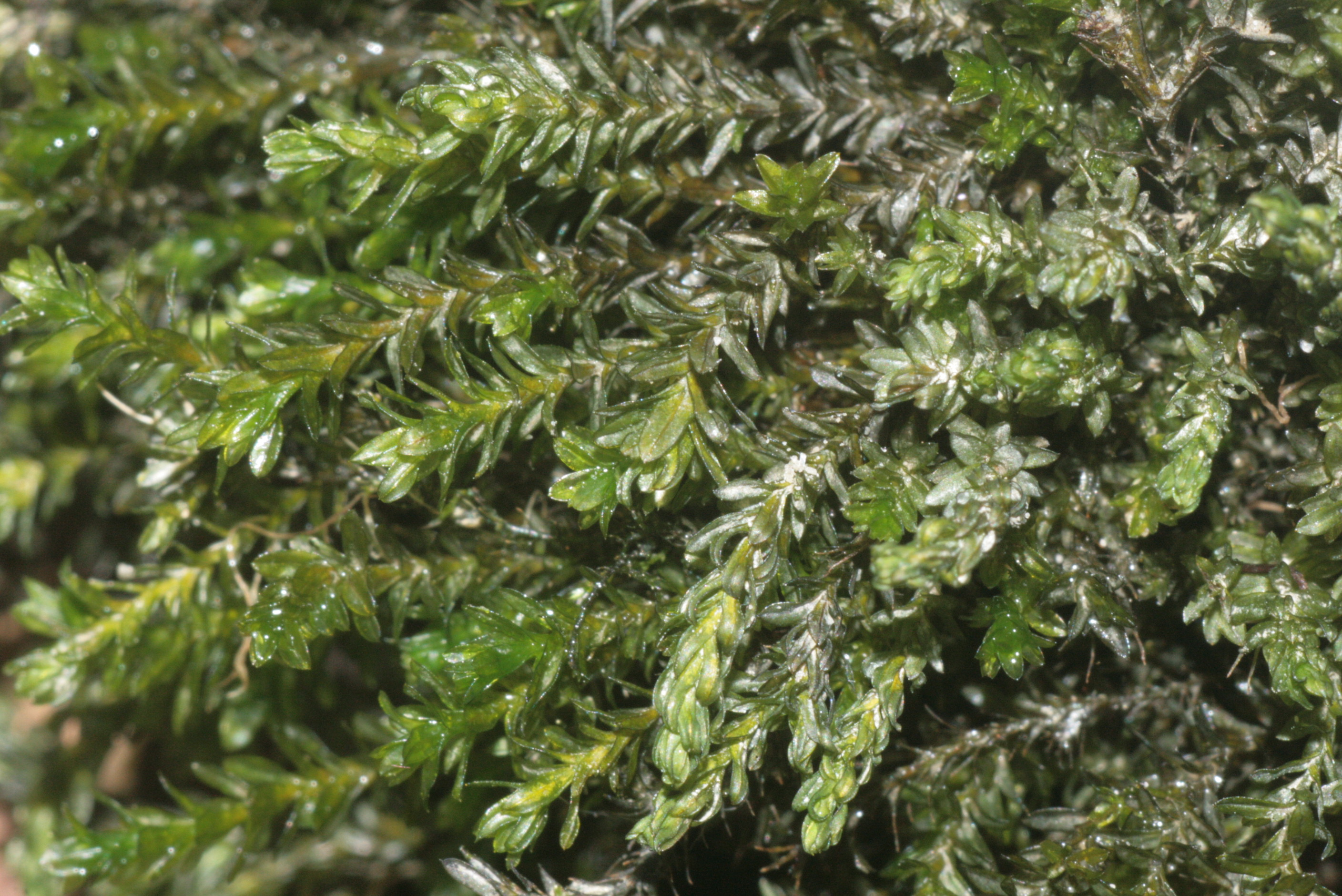
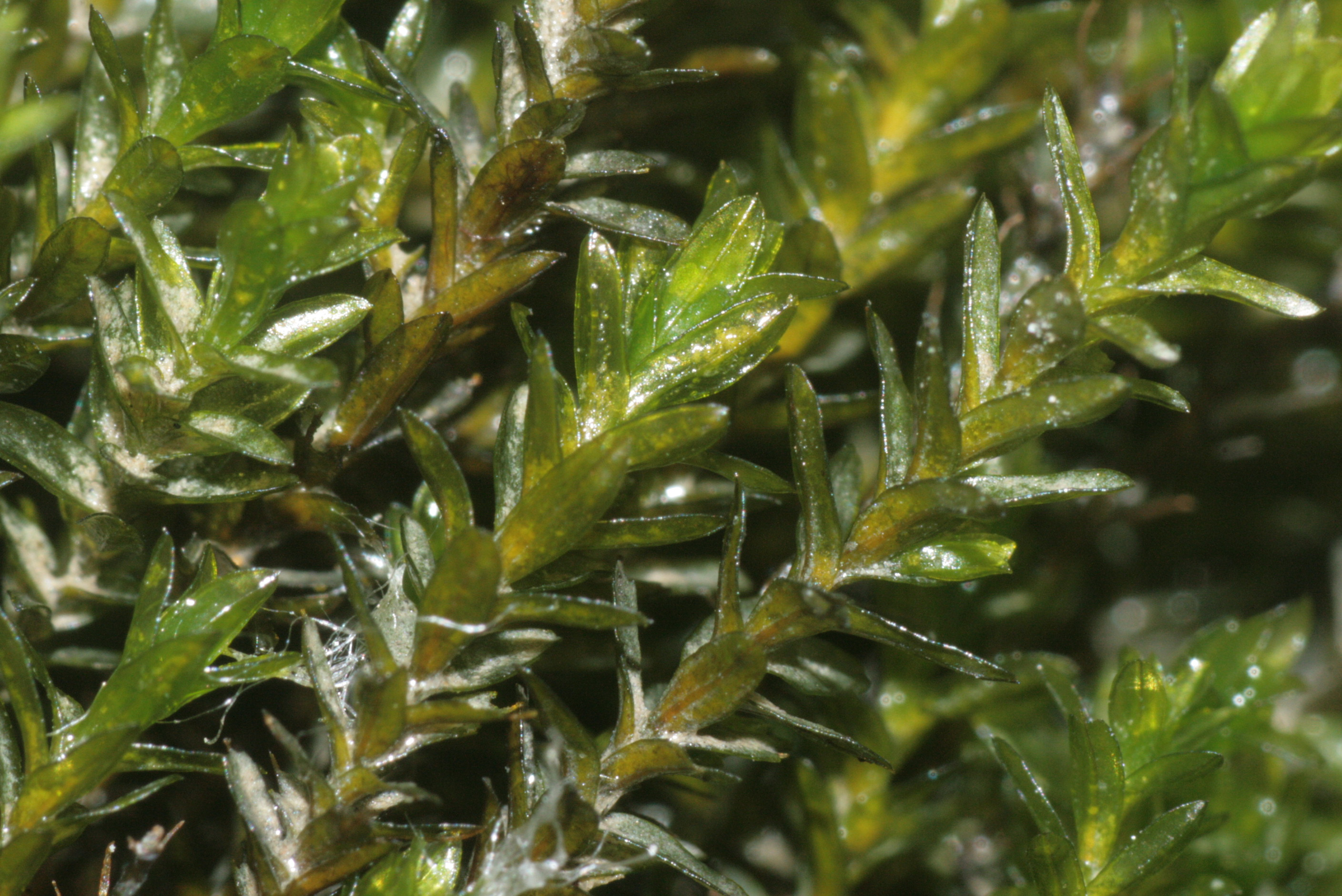